# 田崎アヤカ
田﨑 アヤカ（たさき あやか、1995年8月25日 - ）は、日本のタレント、ファッションモデル。沖縄県出身。身長156cm、血液型はB型。旧所属事務所はソニー・ミュージックアーティスツ。

## 略歴
- 2009年（平成21年）、『沖縄美少女図鑑』の表紙モデル募集でグランプリに決まる。
- 2010年（平成22年）2月、沖縄で発行されているフリーペーパー『Mogmog』で表紙を飾る。同月、沖縄にあるフローズンヨーグルト店、ヨーグルトランドのイメージガールになる。
- 2010年（平成22年）3月より、雑誌『Hana*chu→』のレギュラーモデルとなり、2011年の休刊まで活動した。

## 人物
- 趣味はバレエ。
- Hana*chu→では、モデルの中でも身長が低いため、ミクロモデルとして知られた。

## 出演

### テレビドラマ
- テンペスト（2011年7月17日 - 9月18日、NHKBSプレミアム） - 真鶴 / 孫寧温（少女期） 役
- レッスンズ（2011年11月27日、関西テレビ） - 黒沢莉子 役
- スープカレー（2012年4月16日 - 6月25日、HBC / TBS） - 早川優菜 役
- RUN60 第7 - 9話（2012年5月30日 - 6月13日、ユニバーサルJ） - 森沢優香 役
- 連続テレビ小説 梅ちゃん先生 第14週（2012年7月2日 - 6日、NHK） - 並木涼子 役

### 映画
- Miss Boys! 決戦は甲子園!?編（2011年12月3日、ダブ / Thanks Lab.） - 高橋さき 役
- Miss Boys! 友情のゆくえ編（2012年1月23日、ダブ / Thanks Lab.） - 高橋さき 役
- 劇場版テンペスト3D（2012年1月28日、角川映画） - 真鶴 / 孫寧温（少女期） 役
- RUN60-GAME OVER-（2012年6月30日、ユニバーサルミュージック） - 森沢優香 役
- スープ〜生まれ変わりの物語〜（2012年7月7日、東京テアトル）- 星野千春 役

### バラエティ番組
- テストの花道（2011年3月28日 - 、NHKEテレ） - あっくん（ベンブ部員）

### CM
- NHK 「オンラインリニューアル」 / 「オンライン15周年」 
  - 「告知ダンス 編」（2010年 - ）
  - 「ダンス 篇」（2010年10月 - ）
- ベネッセコーポレーション 進研ゼミ中学講座 「なんでもっと 篇」（2010年11月 - ）
- 沖縄セルラー電話 au はぴらきなうキャンペーン[3] - 沖縄限定CM/作曲 Mitchy Asai
  - 「アヤカルダンス 篇 / アヤカルダンス学園生活 篇 / アヤカルダンス部活 篇」（2011年1月 - ）
  - 「いろいろ割引 篇 / 防水ケータイ 篇 / PCデビュー 篇」（2011年1月 - ）
- ローソン沖縄 - WEB限定
  - 「ポンタDEポン!2!3! 篇」（2011年8月 - ）[4]
  - ウェブドラマ 田﨑アヤカの恋するアヤポンタ 第1 - （2012年6月1日 - ）[5][6]
- ダスキン ミスタードーナツ 「二度うまカレーパン」 / 「ラッキーカード」 / 「スヌーピーのモンブランハウス」 / 「クリスマスセット」
  - 「インドダンス 篇」（2012年7月 - ）[要出典]
  - 「バスタオル 篇」（2012年7月 - ）
  - 「家欲しい 篇」 / 「それはちょっと 篇」（2012年11月21日 - ）[7]

### プロモーションビデオ
- キマグレン 「IT'S MY 勇気」（2011年4月20日）

## 書籍

### フリーペーパー
- 沖縄美少女図鑑

### 雑誌
- Hana*chu→（2010年3月 - 2011年4月、主婦の友社） - 専属モデル